# Bürgermeister von Theben
Der Bürgermeister von Theben war ein altägyptischer Beamtentitel, der seit dem Neuen Reich belegt ist.

## Aufgaben
Der Inhaber dieses Titels war in der 18. Dynastie der oberste Verwalter der Stadt Theben.
Er trug dazu den Titel „Scheunenvorsteher des Amun“ und war somit auch für die Versorgung der thebanischen Tempel zuständig. Ab der 19. Dynastie verwaltete er nur noch die östliche Stadthälfte, da ein neues Amt mit dem Namen „Bürgermeister von Westtheben“ eingerichtet wurde, das jedoch dem östlichen Bürgermeisteramt untergeordnet war.
Zu seinen Aufgaben zählten u. a. auch die eines Richters, da Bürgermeister im Neuen Reich mit den Priestern lokale Gerichtshöfe bildeten.
Er begleitete zudem den Wesir oder den Amunspriester auf Inspektionsgängen in die Nekropole auf dem Westufer.
Er war der Vorgesetzte der Stadtteilkommandanten, von denen es im Nord- und Südteil der Stadt jeweils zwei gab und die eher polizeiliche Aufgaben ausübten. Zu seinen Untergebenen zählten auch die Distriktschreiber („Schreiber (des Sprechers) des Stadtverwaltungsgebiets“), von denen es seit der Ramessidenzeit ebenfalls jeweils zwei pro Stadthälfte und dazu zwei für den westlichen Teil gab. Zudem existierte ein „Schreiber des Bürgermeisters“ und ein „Stellvertreter des Bürgermeisters“ mit weiteren Schreibern.
Zu den bekanntesten Bürgermeistern zählten im Neuen Reich Ineni, Sennefer und Ptahmose, sowie in der Spätzeit Montuemhat.

## Titelträger

### Neues Reich
| Name           | Datierung                    | Bemerkungen |
| -------------- | ---------------------------- | --- |
| Tetiky         | Ahmose                       | |
| Seni           | Amenophis I. – Thutmosis II. | Unter Thutmosis I. zum „Vizekönig von Kusch“ befördert.                                                        |
| Ineni          | Thutmosis I. – Hatschepsut   | |
| Sauser         | Thutmosis III.               | Sauser wird nur einmal im thebanischen Grab A4 erwähnt, das einem Schreiber der südlichen Stadt, Wensu gehört. |
| Sennefer       | Amenophis II.                | |
| Kenamun        | Amenophis III.               | Er war der Schwiegersohn von Sennefer und ist im thebanischen Grab TT162 begraben worden.                      |
| Ptahmose       | Amenophis III.               | Auch „Wesir“ und „Hoherpriester des Amun“                                                                      |
| Amenemhab      | Ende der 18. Dynastie.       | |
| Roy            | 18. Dynastie                 | |
| Paser          | Ramses II.                   | |
| Hunefer        | Ramses II. – Merenptah       | |
| Amenemhet      | 19. Dynastie                 | |
| May            | 19. Dynastie                 | |
| Nefermenu      | 19. Dynastie                 | |
| Nebneheh       | 20. Dynastie                 | |
| Paser          | Ramses III.                  | |
| Amenmose       | Ramses IV.                   | |
| Paser          | Ramses IX.                   | |
| Nesi Amenemope | Ramses XI.                   | |

### Spätzeit
| Name          | Datierung                 | Bemerkungen         |
| ------------- | ------------------------- | ------------------- |
| Karabasken    | 25. Dynastie              |                     |
| Nespath       | 25. Dynastie              |                     |
| Montuemhat    | Psammetich I.             |                     |
| Basa          | Psammetich I.             |                     |
| Pabasa        | Psammetich I.             | TT279               |
| Padiamun      | Psammetich I.             |                     |
| Patjenefi     | Psammetich I.             | TT128               |
| Nesptah       | Psammetich I.             | Sohn des Montuemhat |
| Reemmaacheru  | Psammetich I.             |                     |
| Ramose        | Psammetich I.             |                     |
| Chonsirdes    | Psammetich I.             | Pedubast            |
| Padihorresnet | Psammetich I. – Necho II. |                     |
| Pedubast      | Necho II.                 |                     |